# 多重要素驗證
多重要素驗證（英語：Multi-factor authentication，縮寫為 MFA），又譯多因子認證、多因素驗證、多因素認證，是一種電腦存取控制的方法，用户要通過兩種以上的認證機制之後，才能得到授權，使用電腦資源。例如，使用者要輸入PIN碼，插入銀行卡，最後再經指紋比對，通過這三種認證方式，才能獲得授權。這種認證方式可以提高安全性。
多重要素验证的概念也广泛应用于计算机系统以外的各领域。例如许多国家使用的自助出入境檢查系統允许旅客不经人工检查即可通过边境检查。使用时，通常需要旅行证件扫描、指纹、面部特征三种要素结合来验证身份。

## 認證因素
- 知識要素：例如使用者名稱及密碼
- 持有的物件：例如獨立的裝置、安全令牌、身份證、提款卡等等
- 固有要素：生物特徵：例如人脸识别、指紋辨識、語音辨識

雙重認證多表需要兩種不同的要素，例如系統需使用者名稱及密碼，這兩樣均屬同一要素（知識），不屬雙重認證。但如果系統需要使用者名稱及密碼外，還需要指紋辨識，便是雙重認證了。如果系統需要使用者名稱及密碼外，還需要安全令牌，也是雙重認證。

## 雙重認證
雙重認證（英語：Two-factor authentication，縮寫為2FA），又譯為雙重驗證、雙因子認證、雙因素認證、二元认证、兩步驟驗證，是多重要素驗證中的一个特例，使用兩種不同的元素，合併在一起，來確認使用者的身份。

### 举例
- 使用銀行卡時，需要另外輸入個人識別碼，確認之後才能使用其轉帳功能。
- 登录校园网系统时，通过手机短信或学校指定的手机软件进行验证。
- 登录Steam和Uplay等游戏平台时，使用手机令牌或Google身分驗證器进行验证。

## 延伸閱讀
- Brandom, Russell. . The Verge. 2017-07-10  [2017-07-10]. （原始内容存档于2018-02-18）.

## 外部連結
- Attackers breached the servers of RSA and stole information that could be used to compromise the security of two-factor authentication tokens used by 40 million employees (register.com, 18 Mar 2011) （页面存档备份，存于）
- Banks to Use Two-factor Authentication by End of 2006, (slashdot.org, 20 Oct 2005)
- List of commonly used websites and whether or not they support Two-Factor Authentication （页面存档备份，存于）
- Microsoft to abandon passwords, Microsoft preparing to dump passwords in favor of two-factor authentication in forthcoming versions of Windows (vnunet.com, 14 Mar 2005)